# Вилијам Дикин
Сер Фредерик Вилијам Демпијер Дикин (енгл. Sir Frederick William Dampier Deakin; 3. јул 1913 — 22. јануар 2005) је био британски историчар, ветеран Другог светског рата, асистент Винстона Черчила и први управник Колеџа Светог Антонија на Оксфорду.

## Биографија

### Образовање
Рођен је 3. јула 1913. године. Похађао је Вестминстерску школу, а затим Христову цркву Универзитета у Оксфорду, где је препознат као један од најбрилијантнијих студената своје генерације.

Од 1936. до 1940. године, као и од 1945. до 1955. године, био је литерарни асистент Винстона Черчила и налазио се у средишту његових књижевних подухавта.

### Други светски рат
Падобраном се 28. маја 1943. године спустио изнад Црне Горе, као представник британске мисије у штабу југословенских партизана Јосипа Броза Тита. Са члановима мисије им се придружио у време операције Шварц. У једном налету немачких бомбардера током ове операције, погинуо је капетан Бил Стјуарт, радио-оператер Дикинове мисије, док су Броз и Дикин рањени.
Мисија је распуштена септембра 1943. године и инкорпорирана у мисију сер Фицроја Маклејна. Поједини извори указују да су Дикинови извештаји кључно утицали на промену савезничке политике и потпуно окретање помоћи ка југословенским партизанима.

### Књижевна и академска каријера
Након рата, Дикин је објавио неколико историографских радова о Другом светском рату, Черчилу и свом боравку у Југославији.
Био је први управник Колеџа Светог Антонија Универзитета у Оксфорду, од 1950. до 1968. године. У Црну Гору је поново дошао 1963. године, ради истраживања за своје ратне мемоаре.
Умро је 22. јануара 2005. године.

## Одликовања
- Медаља за храброст (СССР, 1944);
- Национални орден Легије части - кавалир (1953);
- Орден партизанске звезде са златним венцем (1969).